# Robert Benchley
Robert Charles Benchley (ur. 15 września 1889, zm. 21 listopada 1945) – amerykański aktor i scenarzysta filmowy.

## Filmografia
scenarzysta
- 1932: Sky Devils
- 1933: Tańcząca Wenus
- 1939: Dark Magic
- 1940: Zagraniczny korespondent
- 1942: Nic tylko nerwy

aktor
- 1933: Headline Shooter jako Prezenter radiowy
- 1935: Chińskie morza jako Charlie McCaleb
- 1940: Zagraniczny korespondent jako Stebbins
- 1942: Ożeniłem się z czarownicą jako Dr. Dudley White
- 1945: Weekend w hotelu Waldorf jako Randy Morton
- 1946: The Bride Wore Boots jako Wujek Todd Warren

## Wyróżnienia
Posiada swoją gwiazdę na Hollywoodzkiej Alei Gwiazd.